# Феррейра-ду-Зезери
Ферре́йра-ду-Зе́зери (порт.  Ferreira do Zêzere; [fɨ'ʁɐiɾɐ du 'zezɨɾ(ɨ)]) — посёлок городского типа в Португалии, центр одноимённого муниципалитета в составе округа Сантарен . Численность населения — 2,2 тыс. жителей (посёлок), 9,2 тыс. жителей (муниципалитет). Посёлок и муниципалитет входит в экономико-статистический регион Центральный регион и субрегион Медиу-Тежу. По старому административному делению входил в провинцию Рибатежу.

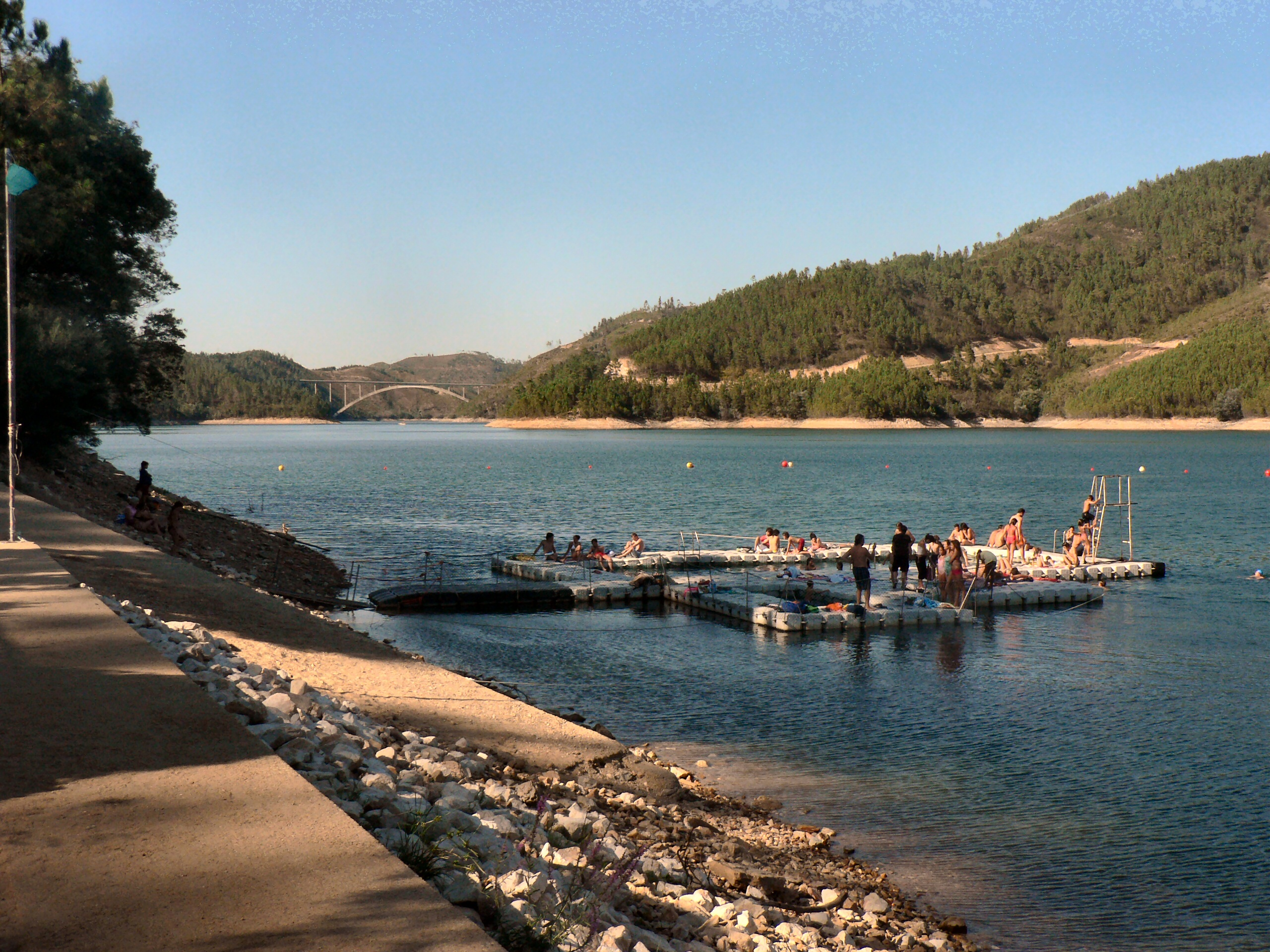

Праздник посёлка — 13 июня.

## Расположение
Посёлок расположен в 61 км на северо-восток от города Сантарен.
Муниципалитет граничит:
- на севере — муниципалитет Фигейро-душ-Виньюш
- на северо-востоке — муниципалитет Сертан
- на востоке — муниципалитет Вила-де-Рей
- на юге — муниципалитет Томар
- на западе — муниципалитет Керен
- на северо-западе — муниципалитет Алвайазере

## Население
| Население муниципалитета Феррейра-ду-Зезере (1801—2004) | Население муниципалитета Феррейра-ду-Зезере (1801—2004) | Население муниципалитета Феррейра-ду-Зезере (1801—2004) | Население муниципалитета Феррейра-ду-Зезере (1801—2004) | Население муниципалитета Феррейра-ду-Зезере (1801—2004) | Население муниципалитета Феррейра-ду-Зезере (1801—2004) | Население муниципалитета Феррейра-ду-Зезере (1801—2004) | Население муниципалитета Феррейра-ду-Зезере (1801—2004) | Население муниципалитета Феррейра-ду-Зезере (1801—2004) |
| ------------------------------------------------------- | ------------------------------------------------------- | ------------------------------------------------------- | ------------------------------------------------------- | ------------------------------------------------------- | ------------------------------------------------------- | ------------------------------------------------------- | ------------------------------------------------------- | ------------------------------------------------------- |
| 1801                                                    | 1849                                                    | 1900                                                    | 1930                                                    | 1960                                                    | 1981                                                    | 1991                                                    | 2001                                                    | 2004                                                    |
| 1631                                                    | 8984                                                    | 13 708                                                  | 16 008                                                  | 15 739                                                  | 11 099                                                  | 9954                                                    | 9422                                                    | 9345                                                    |

## История
Посёлок основан в 1222 году.

## Районы
В муниципалитет входят следующие районы:
1. Арейяш
2. Беку
3. Шанш
4. Дорнеш
5. Феррейра-ду-Зезере
6. Игрежа-Нова-ду-Собрал
7. Пайю-Мендеш
8. Пиаш
9. Агуаш-Белаш